# Konrad Friedlieb

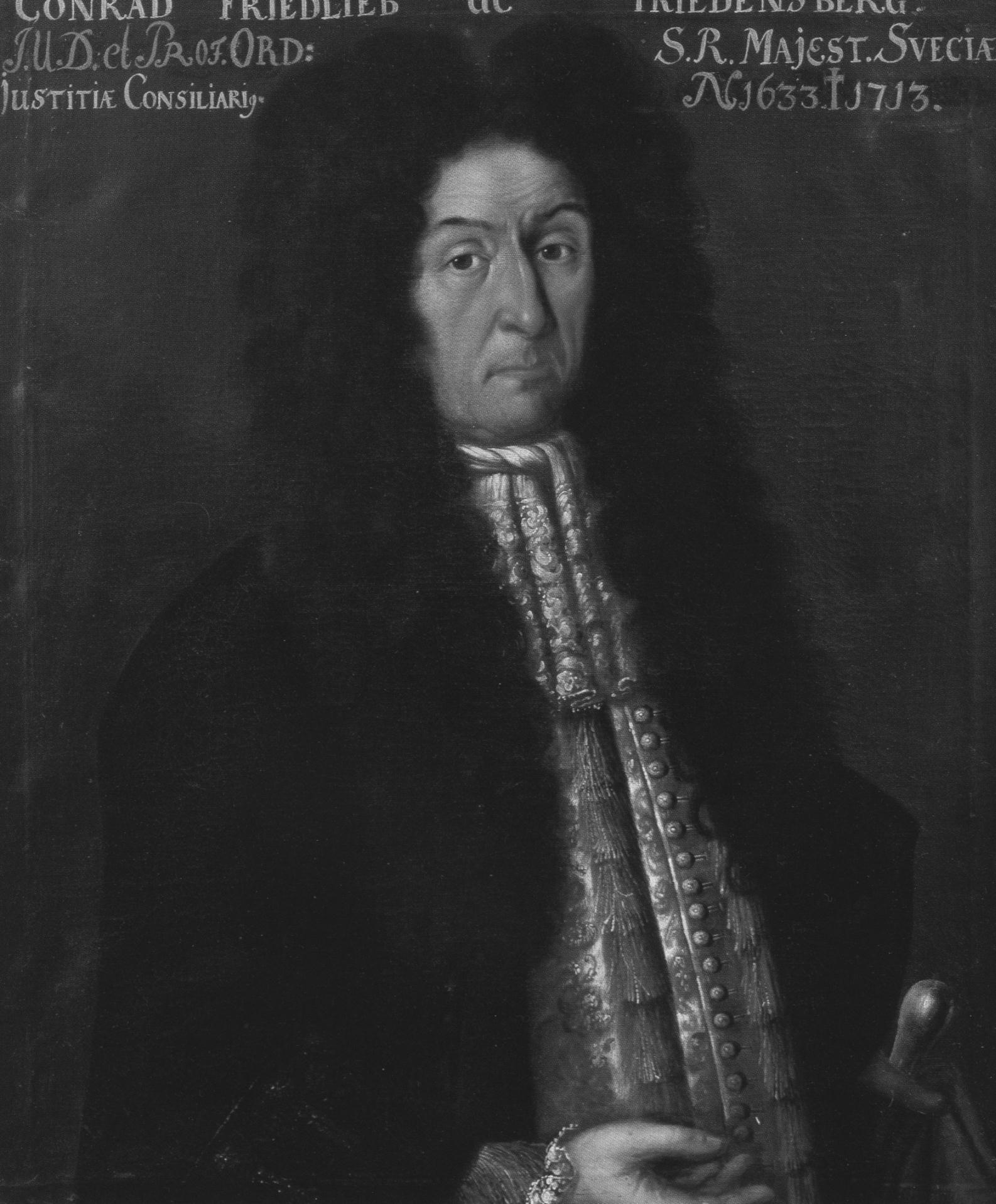
Conrad Friedlieb von Friedensberg

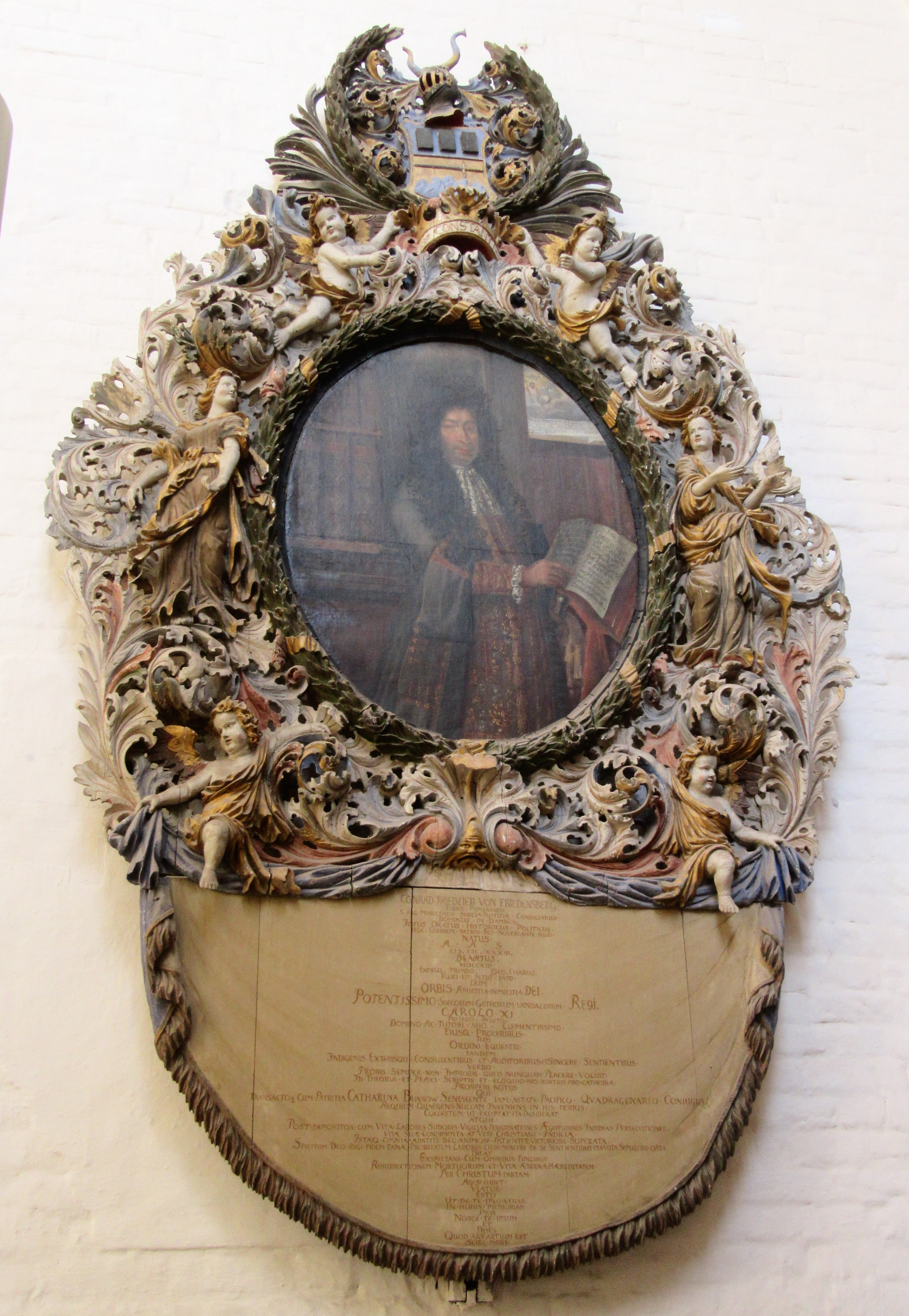
Epitaph für Conrad Friedlieb von Friedensberg, St.-Marien-Kirche (Greifswald)

Konrad Friedlieb, ab 1692: Konrad Friedlieb von Friedensberg (* 1633 in Greifswald; † 14. Januar 1714 ebenda) war ein deutscher Jurist.

## Leben
Konrad Friedlieb war der Sohn des Greifswalder Ratsherrn und Syndikus Konrad Franz Friedlieb. Er war der Neffe des Theologen Philipp Heinrich Friedlieb. Die Familie stammte aus Osnabrück und war in den 1620er Jahren nach Pommern gezogen.
Nach dem Besuch der großen Ratsschule studierte Konrad Friedlieb an den Universitäten Rostock, Greifswald und Jena. Als Zwanzigjähriger kehrte er nach Greifswald zurück und erwarb hier 1655 den juristischen Doktorgrad.
1657 heiratete er Katharina Bünsow (1637–1703). Er hielt juristische Collegia und war als Anwalt am Hofgericht tätig. 1656 wurde er zum außerordentlichen Professor der Politik an der Philosophischen Fakultät ernannt. 1666 wurde Friedlieb zum ordentlichen Professor der Eloquenz und Geschichte berufen. Daneben wurde er 1669 als Professor des öffentlichen und Lehnrechts an die Juristische Fakultät berufen. Hier lehrte er neben Friedrich Gerdes, Petrus von Mascow und Johann Pommeresche. Die Ernennung von vier Professoren auf dieses Amt überschritt die finanziellen Möglichkeiten der Universität und brachten Friedlieb dauerhafte Streitigkeiten mit seinen Kollegen, die 1678 für einige Zeit zu seinem Ausschluss von allen Fakultätsarbeiten und vom Konzil führten.
Friedlieb ging nach Lübeck, lebte ab 1679 wahrscheinlich in Hamburg und war ab 1681 Advokat beim Reichskammergericht in Speyer und beim Reichshofrat in Wien.
Erst 1683 konnte Friedlieb seine frühere Professur in Greifswald wieder aufnehmen. 1692 wurde er zum Justizrat ernannt und durch den schwedischen König Karl XI. unter dem Namen „Friedlieb von Friedensberg“ geadelt. 1702 wurde er emeritiert.
Seine Vorlesungen über das ius belli et pacis weisen ihn als Anhänger von Samuel von Pufendorf aus.

## Erläuterungen
1. ↑  Diedrich Hermann Biederstedt: Nachrichten von dem Leben und den Schriften neuvorpomerisch-rügenscher Gelehrten seit dem Anfange des achtzehenten Jahrhundertes bis zum Jahre 1822. Abtheilung 1. Kunike, Greifswald 1824, S. 60. Die Angabe des Sterbejahres auf seinem Porträt in der Universität Greifswald (Inv.-Nr.KU000085) lautet „1713“. Sterbejahr nicht 1700, wie die Allgemeine Deutsche Biographie angibt.
2. ↑  Siehe dazu den Eintrag der Immatrikulation von Konrad Friedlieb im Rostocker Matrikelportal
3. ↑  Leopold von Ledebur Adelslexicon der Preußischen Monarchie. Band 1. Berlin 1855, S. 234 (Online).

| Personendaten    | Personendaten                                           |
| ---------------- | ------------------------------------------------------- |
| NAME             | Friedlieb, Konrad                                       |
| ALTERNATIVNAMEN  | Friedlieb von Friedensberg, Konrad (vollständiger Name) |
| KURZBESCHREIBUNG | deutscher Jurist                                        |
| GEBURTSDATUM     | 1633                                                    |
| GEBURTSORT       | Greifswald                                              |
| STERBEDATUM      | 14. Januar 1714                                         |
| STERBEORT        | Greifswald                                              |